# One Way or Another (Teenage Kicks)
One Way or Another (Teenage Kicks) är en låt framförd av det brittiska-irländska pojkbandet One Direction. Den är skriven av Deborah Harry, Nigel Harrison och John O'Neill. Låten är en medley av Blondies låt "One Way or Another" och The Undertones låt "Teenage Kicks". Singeln släpptes den 17 februari 2013 för digital nedladdning.
Låten blev en hit i ett flertal länder och nådde topp-5-placeringar på de nationella singellistorna i Australien, Belgien (Flandern), Danmark, Nederländerna, Nya Zeeland, Spanien och Storbritannien. Låtens tillhörande musikvideo hade fler än 56 miljoner visningar på Youtube i mars 2013.

## Listplaceringar
| Lista               | Topplacering |
| ------------------- | ------------ |
| Australien          | 3            |
| Belgien (Flandern)  | 5            |
| Belgien (Vallonien) | 12           |
| Danmark             | 1            |
| Frankrike           | 17           |
| Kanada              | 9            |
| Nederländerna       | 1            |
| Norge               | 12           |
| Nya Zeeland         | 3            |
| Schweiz             | 7            |
| Spanien             | 4            |
| Storbritannien      | 1            |
| Sverige             | 28           |
| Tyskland            | 22           |
| USA                 | 13           |
| Österrike           | 12           |